# Distretto di Nong Yai
Il distretto di Nong Yai (in thailandese: หนองใหญ่) è un distretto (amphoe) della Thailandia, situato nella provincia di Chonburi.